# Qarqar, Azerbajdzjan
Qarqar (armeniska: Հերհեր, Herher, ryska: Гергер) är en ort i Azerbajdzjan.   Den ligger i distriktet Xocavənd Rayonu, i den sydvästra delen av landet, 260 km väster om huvudstaden Baku. Qarqar ligger 851 meter över havet och antalet invånare är 577.
Terrängen runt Qarqar är kuperad, och sluttar österut. Runt Qarqar är det ganska tätbefolkat, med 62 invånare per kvadratkilometer.. Närmaste större samhälle är Müşkapat, 7,5 km norr om Qarqar. 
Trakten runt Qarqar består till största delen av jordbruksmark.